# Convento de Santo António da Piedade (Évora)
O Convento de Santo António da Piedade, erguido no Forte de Santo António, é um monumento da cidade de Évora, ficando situado na freguesia do Bacelo, estando classificado como Imóvel de Interesse Público.
A casa religiosa, da Ordem dos Capuchos, foi fundada no ano de 1576 pelo Cardeal Infante D.Henrique, mas apenas terminada já na época do seu sucessor na arquidiocese eborense, D.Teotónio de Bragança.
Durante a Guerra da Restauração, na década de 1650, decidiu D.João IV erguer na cerca deste convento um forte defensivo da Praça de Évora. O forte, do tipo Vauban, é composto por quatro baluartes, mantendo ainda várias guaritas e fossos.
Após a extinção de 1834, o convento capucho, cerca e forte serviram durante breves anos de cemitério público, até serem vendidos pelo estado a particulares que adulteraram bastante o convento, adaptando-o a residência.
Já no século XX, o convento foi adquirido pelo Seminário Maior de Évora. Nele funcionou durante largas décadas o Externato de Santo António, logo a seguir serviu-se de Casa Sacerdotal da Arquidiocese de Évora. Atualmente é o Seminário Missionário Arquidiocesano Redemptoris Mater de Évora.